# Signus
Signus: The Artefact Wars je česká tahová strategie od vývojářského týmu Valacirca z roku 1998. Nabízí 19 misí, kvalitní AI, vyznačuje se ve své době ucházející, přehlednou grafikou a značnou obtížností. Svojí koncepcí do určité míry připomíná sérii Battle Isle. Hráč ovládá skupinu jednotek, pouze s omezenými možnostmi reprodukce jednotek v některých misích z důvodu pevně daného počtu nákupních kreditů. Hra rovněž využívá tvaru terénu a terénních překážek. Od roku 2002 je zdrojový kód hry dostupný pod licenci GNU GPL.

## Příběh hry
Hra se odehrává na planetě Arconis 1000 let po jejím osídlení dávno po zániku Země. Původní osadníci byli nuceni ke svému přežití vyhubit původní mimozemskou civilizaci. Po této civilizaci na planetě zůstalo mnoho technologických artefaktů, které se později staly důvodem ozbrojeného střetu dvou největších společností na planetě; Toriconu a Konzorcia.

## Jednotky
Ve hře je přes 45 jednotek jako průzkumná vozidla, tanky, letadla, lodě, dalekonosná děla a raketomety, konstrukční vozidla na stavbu mostů, transportní vozidla atd. Každá jednotka s počtem úspěšných zásahů získává zkušenosti a posléze postupuje na další úroveň. Vytrénované jednotky nepostupují do dalších misí. Všechny jednotky jsou omezeny určitým množstvím paliva a střeliva, které je nutno průběžně doplňovat ze zásobních vozidel. Tato vozidla jsou velmi zranitelná.

## Budovy
Ve hře je celkem 11 budov (výrobny, základny, sklady, radary a 5 obranných věží). Budovy nelze stavět ani vylepšovat, lze je jen opravovat.

## Audiovizuální stránka
Hra disponuje strohou, ale přehlednou izometrickou 2D grafikou a propracovanými video sekvencemi. Mimo množství ucházejících zvukových efektů je hra nadabována Michalem Pavlatou.